# Instrumento de corda dedilhada
Instrumentos de cordas dedilhadas são instrumentos cujo som é produzido a partir da vibração das cordas após serem dedilhadas, ou seja «beliscadas» pelos dedos ou por palhetas. Nesta categoria estão muitos dos instrumentos de cordas com braço como a guitarra, o baixo, o cavaquinho, o ukelele, a braguinha e o bandolim, para além das harpas, liras e cravo.
Para tocar estes instrumentos, o instrumentista deve ter as unhas mais crescidas do que o normal na mão principal, a não ser que use palhetas. Contudo, por exemplo na guitarra clássica, houve períodos da música em que se dedilhava sem unha, ou seja com a polpa dos dedos.
O piano também tem cordas, contudo elas não são dedilhadas, mas sim percutidas por uma peça com forma de martelo. Os instrumentos da família das cordas friccionadas também podem ser «beliscados», chamando a essa técnica de pizzicatto, contudo, dado que essa não é a forma habitual de serem tocados, não são considerados instrumentos de cordas dedilhadas.
Escolhi uma citação do grande instrumentista britânico que tocava alaúde e guitarra e acredito que tivesse uma profunda ligação com as cordas dos seus instrumentos e, por isso, também com o ato de as dedilhar.
"Because you have the feel of the strings with both hands and it's up against your solar plexus, it's real, and so there's nothing between you and the music."- Julian Bream
1. ↑  CrepuscoloGuitar (9 de junho de 2023), Julian Bream , Interview 1° Part 1983, consultado em 25 de janeiro de 2025
2. ↑  ndfusion (8 de janeiro de 2012), Julian Bream - Rondo in A minor (Dionisio Aguado), consultado em 25 de janeiro de 2025
3. ↑  ndfusion (8 de janeiro de 2012), Julian Bream - Rondo in A minor (Dionisio Aguado), consultado em 25 de janeiro de 2025
4. ↑  «Julian Bream Quotes». BrainyQuote (em inglês). Consultado em 25 de janeiro de 2025